# Цисельський Валентин Володимирович
Валенти́н Володи́мирович Цисельський — майор  Збройних сил України.

## Нагороди
8 вересня 2014 року — за особисту мужність і героїзм, виявлені у захисті державного суверенітету та територіальної цілісності України, вірність військовій присязі під час російсько-української війни, відзначений — нагороджений орденом «За мужність» III ступеня.